# MFS Investment Management
MFS Investment Management — американская компания по управлению активами, формально Massachusetts Financial Services Company. Компания основана в 1924 году, в 1982 году была поглощена канадской страховой компанией Sun Life Financial и с тех пор является её инвестиционным подразделением с группой взаимных фондов.
Размер активов под управлением — $468.1 млрд на 31 июля 2017 года.

## История
Компания основана в 1924 году.

## Деятельность
В 2015 году MFS Investment Management (в составе Sun Life Financial) заняла 31-е место среди 500 крупнейших инвестиционных компаний мира по размеру активов под управлением ($643 млрд).
Компания оказывает доверительное управление индивидуальным и институциональным клиентам через дочернюю компанию MFS Investment Management K.K. с активами $303 млрд (из них $230 млрд в акциях) и MFS Institutional Advisors Inc. с активами $116 млрд.
| Типы клиентов                                         | Активы             |
| ----------------------------------------------------- | ------------------ |
| Affiliated & External Mutual Fund (Sub-Advised Funds) | ▲ $125,732,692,785 |
| High Net Worth Individuals                            | ▼ $64,313,957,829  |
| Pooled Investment Vehicles (Private Funds, UCITS)     | ▲ $64,214,490,387  |
| Registered Investment Advisers                        | ▲ $63,891,076,534  |
| Pension & Profit Sharing Plans                        | ▼ $30,346,479,015  |
| Charitable Organization                               | ▼ $28,531,749,874  |
| Insurance Companies                                   | ▲ $8,015,647,392   |
| Corporations & Businesses Entities                    | ▼ $7,591,632,743   |

## Дочерние компании
- MFS Institutional Advisors Inc.
- MFS Fund Distributors, Inc.
- MFS International Limited
- MFS International Switzerland GmbH (Швейцария)
- MFS International (U.K.) Limited (Великобритания)
- MFS International Australia Pty Limited (Австралия)
- MFS International Singapore Pte Limited (Сингапур)
- MFS International (Hong Kong) Limited (Гонконг)
- MFS Heritage Trust Company (Массачусетс)
- MFS Investment Management Canada Limited (Канада)
- MFS Investment Management Company (Lux) S.á r.l. (Люксембург)
- MFS Investment Management K.K. (Массачусетс)